# Statuia lui Ion C. Brătianu din Galați
Statuia lui Ion C. Brătianu este un monument istoric situat în municipiul Galați. Figurează pe noua listă a monumentelor istorice sub codul LMI: GL-III-m-B-03133.

## Istoric și trăsături
Statuia lui Ion C. Brătianu este amplasată în piata de pe faleză. Autor este sculptorul Oscar Späthe, în anul 1926. Statuia, înaltă de 3,5 m., a fost turnată la fabrica „V. V. Râșcanu” din București. Pe soclu se află următoarele inscripții: în față - „Galati, Marelui român Ion C. Bratianu”; în spate - „Ion C. Brătianu, 28 iunie 1821 - 4 mai 1891”; lateral stânga (pe partea dinspre Biserica Precista) - „Libertatea Dunării este o condiție esențială pentru propășirea economică a țării - 16 noiembrie 1882”); lateral dreapta (pe partea dinspre Palatul Navigației) - „Are să se facă un regim care să asigure libertatea Dunării, de unde începe să fie navigabilă, până la Mare - 28 mai 1882”)..
În anul 1940, pentru câteva zile la rând, o grupare legionară a folosit statuia drept țintă de tir, provocându-i daune importante.
În 1947, regimul comunist a dat statuia jos de pe soclu, aceasta fiind adăpostită un timp în grajdul Primăriei, iar mai apoi în curtea Muzeului de Artă Vizuală”.
În anul 1992, primăria municipiului a decis restaurarea și reinstalarea statuii.

## Imagini

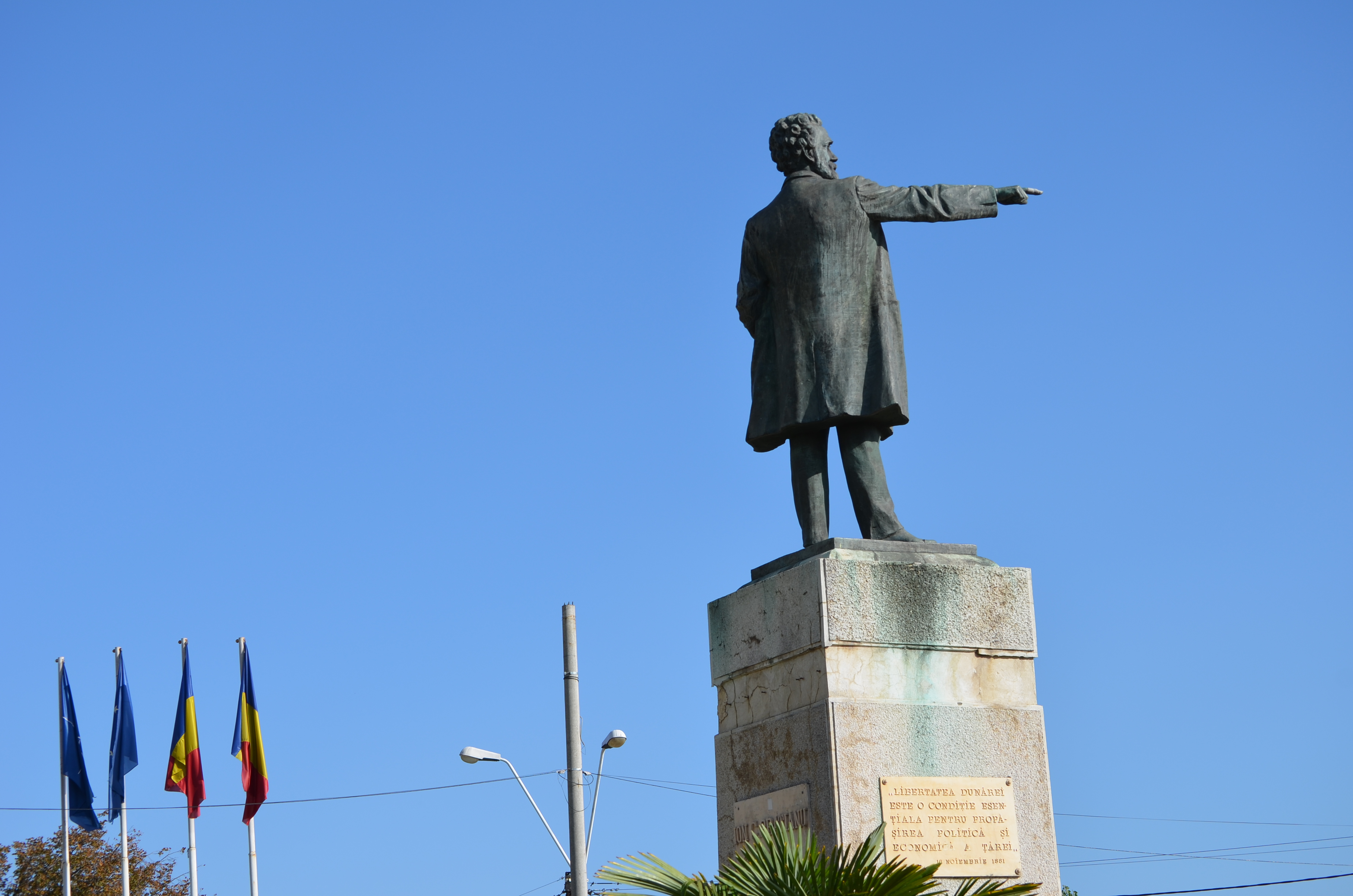
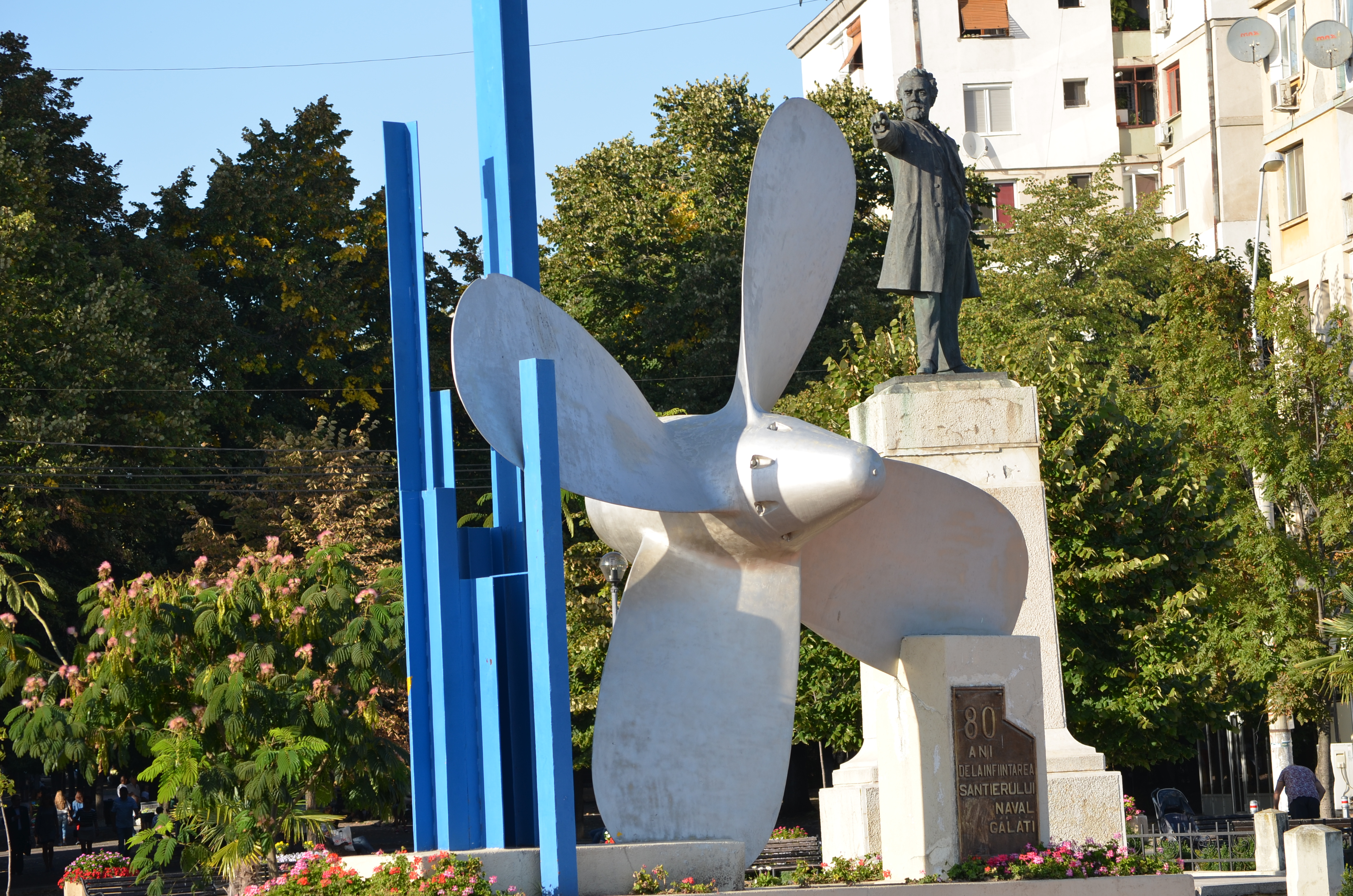